# Вудли, Шейлин
Ше́йлин Да́йанн Ву́дли (англ. Shailene Diann Woodley; род. 15 ноября 1991, Сими-Валли, Калифорния, США) — американская модель и актриса. Получила известность благодаря роли Эми Юргенс в телесериале «Тайная жизнь американского подростка» (2008—2013), эта роль обеспечила Шейлин пять номинаций на премию «Teen Choice Awards». Следующая её известная роль — Александра Кинг в фильме «Потомки» (2011), которая позволила Шейлин получить премию «Независимый дух» и номинацию на премию «Золотой глобус» в 2012 году.
В 2014 году Вудли получила похвалу от критиков за исполнение роли Хэйзел Грейс Ланкастер в фильме «Виноваты звёзды» (2014). Её изображение Беатрис «Трис» Прайор в серии фильмов «Дивергент» (2014, 2015, 2016) принесло ей международную известность.
Кроме того, Вудли сыграла девушку Эдварда Сноудена в биографическом триллере «Сноуден» (2016) и получила хорошие отзывы критиков за исполнение роли матери-одиночки в мини-сериале канала HBO «Большая маленькая ложь» (2017), за которую была номинирована на премию «Эмми», в категории «Лучшая женская роль второго плана в мини-сериале или фильме».

## Ранние годы и образование
Шейлин Вудли родилась 15 ноября 1991 года в округе Сан-Бернардино, но выросла в Сими-Валли (штат Калифорния, США). Её мать, Лори Вудли (девичья фамилия Виктор) — школьный психолог, а отец Лонни Вудли работает директором в школе. У Шейлин есть младший брат, Тэннер Вудли.
В возрасте пятнадцати лет ей был поставлен диагноз сколиоз. Она обошлась без операции, но была вынуждена носить пластиковый корсет, чтобы выправить позвоночник и остановить искривление. Шейлин окончила Среднюю школу в Сими-Валли и работала моделью с четырёх лет. Она также посещала курсы актёрского мастерства Энтони Майндла.

## Карьера

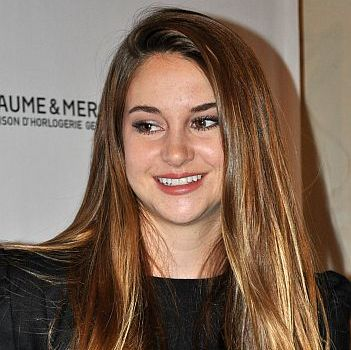
Шейлин Вудли в 2011 году

Шейлин Вудли начала свою актёрскую карьеру в 1999 году. Её дебютная работа в кино — небольшая роль маленькой девочки в фильме «Замена папы» режиссёра Джойса Чопры.
В 2001 году она продолжила играть небольшие роли в сериалах «Район» (2001—2003) и «Расследование Джордан» (2001—2004). После она сыграла главную роль в телевизионном фильме «Место, названное домом» (2004), которая принесла ей номинацию на премию «Молодой актёр» как «Лучшей ведущей молодой актрисе в телефильме или мини-сериале». Кроме того, она сыграла молодую Кейтлин Купер в телесериале «Одинокие сердца» (2003—2004) и появилась в качестве главного персонажа Фелисити Мерриман в телевизионном фильме «Фелисити: Приключения американской девушки» (2005). Её выступление получило ещё одну номинацию на премию «Молодой актёр», в категории «Лучшая ведущая молодая актриса в телефильме или мини-сериале». После этого Вудли появилась в гостевых ролях в других телесериалах, в их числе «Все любят Рэймонда» (2004), «Меня зовут Эрл» (2006), «C.S.I.: Место преступления Нью-Йорк» (2007), «Рядом с домом» (2007) и «Детектив Раш» (2007).
Вскоре Вудли получила роль главной героини Эми Юргенс, в телесериале «Тайная жизнь американского подростка» (2008—2013), рассказывающем о 15-летней девушке, которая узнаёт, что она беременна. Сериал исследует влияние беременности на её семью, друзей и саму героиню, а также на жизнь школы Улисс в Калифорнии. Популярный среди зрителей сериал, состоявший из 121 серии, стал одним из самых востребованных семейных сериалов на протяжении пяти сезонов. Кен Такер из журнала Entertainment Weekly похвалил её актёрскую работу в этом телесериале написав, что: «Вудли производит интересное впечатление, она довольно смелая, и каждое её появление на экране поднимает шоу на ступеньку выше». В 2011 году состоялся её кинодебют на большом экране в художественном фильме «Потомки», в котором она сыграла Алекс, проблемную старшую дочь Мэтта Кинга (его сыграл Джордж Клуни). Её актёрская игра получила положительные отзывы от критиков. По мнению критика Энтони Оливера Скотта из газеты New York Times: «Вудли создала в этом фильме образ одного из самых сложных, самых умных и самых надёжных подростков за последнее время». Питер Дебрук из журнала Variety писал: «Её игра — это откровение, в роли Алекс она показывает обе её стороны и всю глубину её переживаний». За эту роль Шейлин Вудли была номинирована на премию «Золотой глобус» в категории «Лучшая женская роль второго плана — Кинофильм», и получила премию «Независимый дух» за «Лучшую женскую роль второго плана» в 2012 году. В том же 2012 году на Каннском кинофестивале Шейлин вручили награду «Открытие года» (Trophée Chopard).
После Вудли снялась в экранизации романа Тима Тарпа «Захватывающее время» (2013) в роли Эйми Финики — невинной девушки-подростка, которая начала встречаться с проблемным старшеклассником (его сыграл Майлз Теллер). Премьера фильма состоялась на кинофестивале «Сандэнс» 18 января 2013 года. Её актёрская игра получила похвалу от критиков, Бетси Шарки из газеты Los Angeles Times писала, что «Вудли и Теллер преподнесли зрителям подлинную уверенность и сомнение, безразличие и нужду, боль и отрицание, дружбу и первую любовь». В то время как другой критик из Guardian отметил, что «они продемонстрировали удивительно сильную актёрскую игру и отобразили глубину чувств, которая захватывает дух своей простотой и честностью». За свою роль Вудли получила специальный приз жюри кинофестиваля «Сандэнс» в номинации «Лучшее актёрское выступление (драма)» в 2013 году и была номинирована на премию «Независимый дух» в категории «Лучшая женская роль» в 2014 году. Далее Вудли приступила к съёмкам фильма «Белая птица в метели» режиссёра Грегга Араки. Съёмки проходили в октябре 2012 года, фильм был выпущен 20 января 2014 года на кинофестивале «Сандэнс», а затем 24 октября 2014 года для широкой аудитории, кинокартина получила смешанные отзывы от критиков. В фильме она играла подростка Катрину «Кэт» Коннорс, чья жизнь обернулась в хаос, когда исчезла её мать. Критик Мойра Макдональд прокомментировала её исполнение этой роли в фильме: «Изображение Вудли Кэт неброское, естественное и совершенно простое, как и в каждой своей роли, она создаёт своего собственного персонажа со своим грубым голоском и ровным взглядом».

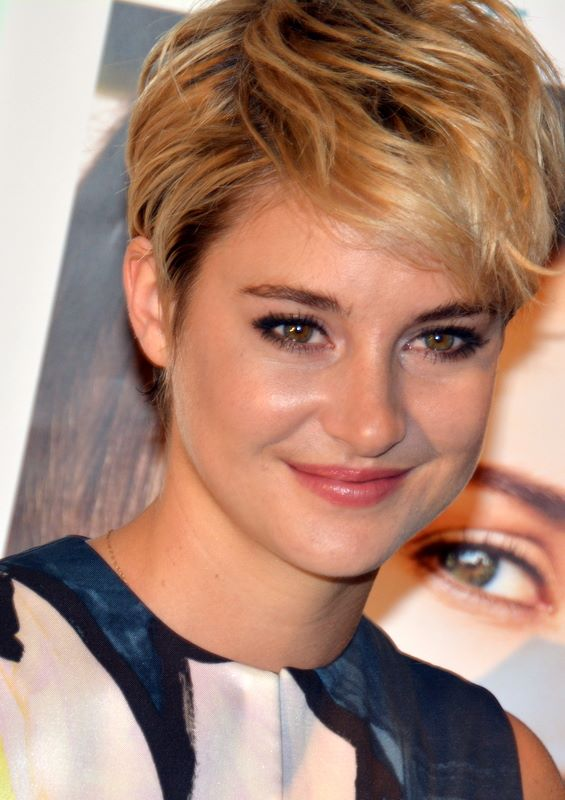
Шейлин Вудли на премьере фильма «Белая птица в метели», 20 января 2014 года

В октябре 2012 года было объявлено, что Вудли сыграет роль Мэри Джейн Уотсон в фильме «Новый человек-паук. Высокое напряжение». Но 19 июня 2013 года было объявлено, что Мэри Джейн была вырезана из сюжета и появится лишь в третьей части, чтобы создатели смогли сосредоточиться на отношениях Питера Паркера и Гвен Стейси. Также стало известно, что роль могут отдать другой актрисе. В 2014 году Вудли снялась в роли Беатрис «Трис» Прайор в фильме-антиутопии «Дивергент», снятом по роману Вероники Рот. Кинокартина получила смешанные отзывы от критиков, а также заняла 28-е место в мировом прокате по итогам 2014 года, бюджет фильма составил 288.9 млн долларов. Работа Вудли в этом фильме получила положительные отзывы от критиков, Сэм Аллард из газеты Орландо еженедельно писал, что «своим исполнением роли Трис Прайор Вудли спасает фильм, который мог бы стать полной катастрофой».
После этого в 2014 году Вудли снялась в роли Хэйзел Грейс Ланкастер в фильме «Виноваты звёзды», снятом по роману Джона Грина с таким же названием. Её героиня — 16-летняя девушка, больная раком, которая встречает и влюбляется в молодого парня Огастуса Уотерса, у которого в результате болезни ампутирована нога (его сыграл Энсел Эльгорт). Режиссёр фильма написал в Твиттере о Вудли: «Мы провели много удивительных прослушиваний для роли Хэйзел, но любовь Шейлин к книге и её понимание Хэйзел убедили меня». Фильм имел финансовый успех, собрав более $307 млн по всему миру. Актёрская игра Вудли в этой кинокартине получила признание критиков, Питер Треверс из Rolling Stone назвал её «талантливой актрисой, которая не способна совершить неверный шаг на камеру», а Ричард Роупер из Чикаго Сан-Таймс заявил, что «её роль достойна „Оскара“».
14 ноября 2014 года она получила награду Голливудского кинофестиваля в номинации «Лучший актёрский прорыв». В 2015 году Вудли исполнила роль Трис во второй части «Дивергента», «Дивергент, глава 2: Инсургент». Несмотря на отрицательные отзывы, фильм стал коммерчески успешным, собрав в прокате $295,2 млн по всему миру. Её актёрская игра в очередной раз получила признание от критиков. Дэниэл М. Киммел из New England Movies Weekly отметил, что «Вудли сделала свою работу замечательно, как и в первом фильме». Она исполняла свою роль ещё раз в предпоследнем фильме «Дивергент, глава 3: За стеной», который был выпущен 18 марта 2016 года. Фильм был разгромлен критиками и стал кассовым провалом. Актёрская работа Вудли на этот раз получила отрицательные отзывы. Критик из New York Times Жаннет Кэйлз написала: «Вудли выглядит скучной и уставшей в этом фильме, а её игра не производит никакого впечатления». Студия «lionsgate» планирует снять последнюю телевизионную версию фильма, но Вудли и остальные звёзды прежнего состава не примут в ней участие. Вудли также снялась вместе с Джозефом Гордоном-Левиттом в биографическом триллере Оливера Стоуна «Сноуден». Съёмки начались 16 февраля 2015 года и фильм был выпущен 16 сентября 2016 года. Критик Оуэн Глеберман прокомментировал её работу в этом фильме: «Вудли делает фильм захватывающим, её героиня Линдси очень разнообразна в поддержке и эгоизме, в любви и сострадании». Николь Кидман подтвердила в интервью, что Вудли вернётся на телевизионные экраны с ролью Джейн Чапмен в мини-сериале канала HBO «Большая маленькая ложь» (2017). Премьера сериала состоялась 19 февраля 2017 года.
В 2018 году вышел фильм Балтазара Кормакура «Во власти стихии», в котором Шейлин исполнила главную женскую роль. Картина основана на реальных событиях, произошедших в 1983 году, когда американка Тами Олдхэм-Эшкрафт и британец Ричард Шарп решили перегнать яхту из Таити в Калифорнию, и их настиг сокрушительный ураган «Реймонд» — один из самых мощных в истории. «Мы снимали более 90 % фильма в открытом океане… Когда снимаешься в подобных условиях, ты и правда находишься во власти стихии. Ты испытываешь непередаваемые ощущения в окружении сотни дельфинов, и настоящий трепет охватывает от грубоватой красоты сильных течений, мощного ветра и морской болезни… Это был уникальный опыт». Издание Variety высоко оценило игру актрисы: «Шейлин Вудли физически и духовно отдается каждой сцене… от неё невозможно оторваться».
В январе 2021 года начались съемки фильма «Мизантроп» с Шейлин Вудли в главной роли. Её персонажа — офицера полиции с крайне сложным характером — ФБР нанимает для поиска неуловимого и опасного убийцы.

## Личная жизнь
Ранее Вудли неоднократно утверждала, что не считает себя феминисткой: «Нет, потому что я люблю мужчин и я думаю, что идея поднять женщин к власти, а мужчин увести от неё никогда не получится, потому что нам нужна отдушина… моя любовь к сестричеству больше, чем к феминизму. Я не знаю, как мы, женщины, ожидаем от мужчин уважения, если мы не уважаем друг друга». В интервью с «New York Times» в августе 2017 года Вудли отказалась от своих прежних слов, назвав себя феминисткой.
На президентских выборах 2016 года Вудли поддерживала Берни Сандерса. В том же году она стала участницей созданной Сандерсом организации «Наша революция», деятельность которой направлена на ознакомление избирателей с организацией политических процессов и порядком избрания лидеров государства.
Вудли является активисткой движения в защиту окружающей среды. В 2016 году актриса участвовала в акции протеста против нефтепровода Dakota Access, бюджет которого составил $3,87 млрд. В основе проекта лежало строительство нефтепровода, пролегающего через несколько штатов, в том числе через захоронения коренных американцев. Это, в свою очередь, вызывало озабоченность экологов из-за влияния нефтепровода на окружающую среду. 10 октября 2016 года во время проведения акции протеста на месте строительства нефтепровода Вудли была арестована за нарушение общественного порядка и незаконное проникновение на стройку. По обвинению в нарушении общественного порядка Вудли признала себя виновной и была приговорена к одному году условного срока, а по обвинению в незаконном проникновении была оправдана.
Журнал People в 2012 году назвал её одной из самых красивых и желанных женщин в кино. Вудли также является одной из 55 будущих звёзд по мнению журнала Nylon.
В 2021 году они с игроком американского футбола Аароном Роджерсом объявили о помолвке. В феврале 2022 пара рассталась.

## Фильмография

### Кино
| Год  |     | Русское название                    | Оригинальное название           | Роль                    |
| ---- | --- | ----------------------------------- | ------------------------------- | ----------------------- |
| 2007 | ф   | Мула                                | Moola                           | Эшли                    |
| 2011 | кор | Наше соглашение                     | Our Deal                        | Дэй Троттер             |
| 2011 | ф   | Потомки                             | The Descendants                 | Александра «Алекс» Кинг |
| 2013 | ф   | Захватывающее время                 | The Spectacular Now             | Эйми Финики             |
| 2014 | ф   | Белая птица в метели                | White Bird in a Blizzard        | Катрина «Кэт» Коннор    |
| 2014 | ф   | Дивергент                           | Divergent                       | Беатрис «Трис» Прайор   |
| 2014 | ф   | Виноваты звёзды                     | The Fault in Our Stars          | Хэйзел Грейс Ланкастер  |
| 2015 | ф   | Дивергент, глава 2: Инсургент       | The Divergent Series: Insurgent | Беатрис «Трис» Прайор   |
| 2016 | ф   | Дивергент, глава 3: За стеной       | The Divergent Series: Allegiant | Беатрис «Трис» Прайор   |
| 2016 | ф   | Сноуден                             | Snowden                         | Линдси Миллс            |
| 2018 | ф   | Во власти стихии                    | Adrift                          | Тэми Олдхэм             |
| 2019 | ф   | Любовь на троих                     | Endings, Beginnings             | Дафне                   |
| 2021 | ф   | Мавританец                          | The Mauritanian                 | Тери Дункан             |
| 2021 | ф   | Последствия                         | The Fallout                     | Анна                    |
| 2021 | ф   | Последнее письмо от твоего любимого | The last letter from your lover | Дженнифер Стерлинг      |
| 2023 | ф   | Мизантроп                           | To Catch a Killer               | Элеонор Фалько          |
| 2023 | ф   | Дурные деньги                       | Dumb Money                      | Кэролайн Гилл           |
| 2023 | ф   | (Не)идеальные роботы                | Robots                          | Элейн                   |
| 2023 | ф   | Феррари                             | Ferrari                         | Лина Ларди              |
| 2024 | ф   | Убийственная жара                   | Killer Heat                     | Пенелопа Вардакис       |
|      | ф   | Моторный город                      | Motor City                      | София                   |

### Телевидение
| Год       |    | Русское название                           | Оригинальное название                    | Роль                   |
| --------- | -- | ------------------------------------------ | ---------------------------------------- | ---------------------- |
| 1999      | тф | Замена папы                                | Replacing Dad                            | маленькая девочка      |
| 2001—2003 | с  | Район                                      | The District                             | Кристин Дебрено        |
| 2001—2004 | с  | Расследование Джордан                      | Crossing Jordan                          | юная Джордан Кавано    |
| 2003      | с  | Без следа                                  | Without a Trace                          | юная Клэр Меткалф      |
| 2003—2004 | с  | Одинокие сердца                            | The O.C.                                 | Кэйтлин Купер          |
| 2004      | с  | Все любят Рэймонда                         | Everybody Loves Raymond                  | сопливая девочка № 2   |
| 2004      | тф | Место, названное домом                     | A Place Called Home                      | Калифорния «Кали» Форд |
| 2004—2005 | с  | Джек и Бобби                               | Jack & Bobby                             | Хлоя Бенедикт          |
| 2005      | тф | Фелисити: Приключения американской девушки | Felicity: An American Girl Adventure     | Фелисити Мерриман      |
| 2005      | тф | Однажды на матрасе                         | Once Upon a Mattress                     | Молли                  |
| 2006      | с  | Меня зовут Эрл                             | My Name Is Earl                          | юная Гвен              |
| 2007      | с  | C.S.I.: Место преступления Нью-Йорк        | CSI: NY                                  | Эви Пайерпонт          |
| 2007      | с  | Рядом с домом                              | Close to Home                            | Гэби Тарси             |
| 2007      | с  | Детектив Раш                               | Cold Case                                | Сара Ганден            |
| 2007      | тф | Заключительный подход                      | Final Approach                           | Майя Бендер            |
| 2008—2013 | с  | Тайная жизнь американского подростка       | The Secret Life of the American Teenager | Эми Юргенс             |
| 2017—2019 | с  | Большая маленькая ложь                     | Big Little Lies                          | Джейн Чапмен           |

## Награды и номинации
Американская актриса Шейлин Вудли получила более двадцати наград и номинаций за свою актёрскую карьеру. К ним относятся «Независимый дух», «Золотой глобус», «Премия Гильдии киноактёров США», BAFTA и др. Более подробный список наград и номинаций находится на сайте IMDb.com.
Эмми
| Год  | Категория                                                   | Работа                 | Результат |
| ---- | ----------------------------------------------------------- | ---------------------- | --------- |
| 2017 | Лучшая женская роль второго плана в мини-сериале или фильме | Большая маленькая ложь | Номинация |

BAFTA
| Год  | Категория         | Работа | Результат |
| ---- | ----------------- | ------ | --------- |
| 2015 | Восходящая звезда | н/д    | Номинация |

Золотой глобус
| Год  | Категория                                                                    | Работа                 | Результат |
| ---- | ---------------------------------------------------------------------------- | ---------------------- | --------- |
| 2012 | Лучшая женская роль второго плана — Кинофильм                                | Потомки                | Номинация |
| 2018 | Лучшая женская роль второго плана в телесериале, мини-сериале или телефильме | Большая маленькая ложь | Номинация |

Премия Гильдии киноактёров США
| Год  | Категория                              | Работа  | Результат |
| ---- | -------------------------------------- | ------- | --------- |
| 2012 | Лучший актёрский состав в игровом кино | Потомки | Номинация |

Выбор критиков
| Год  | Категория                 | Работа    | Результат |
| ---- | ------------------------- | --------- | --------- |
| 2012 | Лучшая женская роль       | Потомки   | Номинация |
| 2012 | Лучшая молодая актриса    | Потомки   | Номинация |
| 2012 | Лучший актёрский ансамбль | Потомки   | Номинация |
| 2015 | Лучшая актриса в боевике  | Дивергент | Номинация |

Готэм
| Год  | Категория                 | Работа              | Результат |
| ---- | ------------------------- | ------------------- | --------- |
| 2011 | Лучший актёрский прорыв   | Потомки             | Номинация |
| 2011 | Лучший актёрский ансамбль | Потомки             | Номинация |
| 2013 | Лучшая актриса            | Захватывающее время | Номинация |

Независимый дух
| Год  | Категория                         | Работа              | Результат |
| ---- | --------------------------------- | ------------------- | --------- |
| 2012 | Лучшая женская роль второго плана | Потомки             | Победа    |
| 2014 | Лучшая женская роль               | Захватывающее время | Номинация |

MTV
| Год  | Категория                                            | Работа                        | Результат |
| ---- | ---------------------------------------------------- | ----------------------------- | --------- |
| 2012 | Лучший прорыв года                                   | Потомки                       | Победа    |
| 2014 | Лучший поцелуй (совместно с Майлзом Теллером)        | Захватывающее время           | Номинация |
| 2014 | Любимый персонаж                                     | Дивергент                     | Победа    |
| 2015 | Лучшая женская роль                                  | Виноваты звёзды               | Победа    |
| 2015 | Лучший экранный дуэт (совместно с Энселом Эльгортом) | Виноваты звёзды               | Номинация |
| 2015 | Лучший поцелуй (совместно с Энселом Эльгортом)       | Виноваты звёзды               | Победа    |
| 2015 | Лучший киногерой                                     | Дивергент, глава 2: Инсургент | Номинация |
| 2015 | Почётная награда MTV                                 | н/д                           | Победа    |

Выбор народа
| Год  | Категория                                              | Работа                        | Результат |
| ---- | ------------------------------------------------------ | ----------------------------- | --------- |
| 2015 | Любимая киноактриса                                    | Дивергент                     | Номинация |
| 2015 | Любимый дуэт на экране (совместно с Тео Джеймсом)      | Дивергент                     | Победа    |
| 2015 | Любимая драматическая киноактриса                      | Виноваты звёзды               | Номинация |
| 2015 | Любимый дуэт на экране (совместно с Энселом Эльгортом) | Виноваты звёзды               | Номинация |
| 2016 | Любимая киноактриса                                    | Дивергент, глава 2: Инсургент | Победа    |
| 2017 | Любимая киноактриса                                    | Дивергент, глава 3: За стеной | Номинация |

Teen Choice Awards
| Год  | Категория                                                               | Работа                               | Результат |
| ---- | ----------------------------------------------------------------------- | ------------------------------------ | --------- |
| 2009 | Лучшая телеактриса: Драма                                               | Тайная жизнь американского подростка | Номинация |
| 2010 | Лучшая телеактриса: Драма                                               | Тайная жизнь американского подростка | Номинация |
| 2010 | Лучшая телезвезда: Женщина                                              | Тайная жизнь американского подростка | Номинация |
| 2011 | Лучшая телеактриса: Драма                                               | Тайная жизнь американского подростка | Номинация |
| 2012 | Лучшая телезвезда: Женщина                                              | Тайная жизнь американского подростка | Номинация |
| 2014 | Лучшая киноактриса: Боевик                                              | Дивергент                            | Победа    |
| 2014 | Лучшая киноактриса: Драма                                               | Виноваты звёзды                      | Победа    |
| 2014 | Лучшая экранная команда (совместно с Энселом Эльгортом и Нэтом Вулффом) | Виноваты звёзды                      | Победа    |
| 2014 | Лучшая экранная пара (совместно с Энселом Эльгортом)                    | Виноваты звёзды                      | Победа    |
| 2015 | Лучшая киноактриса: Боевик                                              | Дивергент, глава 2: Инсургент        | Победа    |
| 2015 | Лучшая экранная пара (совместно с Тео Джеймсом)                         | Дивергент, глава 2: Инсургент        | Победа    |
| 2016 | Лучшая киноактриса: Боевик                                              | Дивергент, глава 3: За стеной        | Победа    |
| 2016 | Лучшая экранная команда (совместно с Тео Джеймсом)                      | Дивергент, глава 3: За стеной        | Номинация |
| 2016 | Лучшая экранная пара (совместно с Тео Джеймсом)                         | Дивергент, глава 3: За стеной        | Номинация |

Ассоциации и общества критиков
| Год  | Ассоциация / Общество                     | Категория                   | Работа              | Результат |
| ---- | ----------------------------------------- | --------------------------- | ------------------- | --------- |
| 2011 | Ассоциация кинокритиков Вашингтона        | Лучшая актриса              | Потомки             | Номинация |
| 2011 | Общество кинокритиков Хьюстона            | Лучшая актриса              | Потомки             | Победа    |
| 2011 | Общество кинокритиков Сан-Диего           | Лучшая актриса              | Потомки             | Победа    |
| 2011 | Общество кинокритиков Детройта            | Лучший актёрский прорыв     | Потомки             | Номинация |
| 2011 | Ассоциация кинокритиков Торонто           | Лучшая актриса              | Потомки             | Номинация |
| 2011 | Ассоциация кинокритиков Даллас-Форт-Уорта | Лучшая актриса              | Потомки             | Победа    |
| 2011 | Ассоциация кинокритиков Чикаго            | Лучшая актриса              | Потомки             | Номинация |
| 2011 | Ассоциация кинокритиков Чикаго            | Самая перспективная актриса | Потомки             | Номинация |
| 2011 | Ассоциация кинокритиков Сент-Луиса        | Лучшая актриса              | Потомки             | Номинация |
| 2011 | Общество кинокритиков Флориды             | Лучшая актриса              | Потомки             | Победа    |
| 2012 | Общество онлайн-кинокритиков              | Лучшая актриса              | Потомки             | Номинация |
| 2012 | Национальное Общество кинокритиков        | Лучшая актриса              | Потомки             | Номинация |
| 2012 | Общество кинокритиков Ванкувера           | Лучшая актриса              | Потомки             | Номинация |
| 2012 | Общество кинокритиков Денвера             | Лучшая актриса              | Потомки             | Победа    |
| 2012 | Общество кинокритиков Денвера             | Восходящая звезда           | Потомки             | Номинация |
| 2013 | Общество кинокритиков Сан-Диего           | Лучшая актриса              | Захватывающее время | Победа    |

Другие награды
| Год  | Награда                             | Категория                                                        | Работа                                             | Результат |
| ---- | ----------------------------------- | ---------------------------------------------------------------- | -------------------------------------------------- | --------- |
| 2005 | Молодой актёр                       | Лучшая ведущая молодая актриса в телефильме или мини-сериале     | Место, названное домом                             | Номинация |
| 2006 | Молодой актёр                       | Лучшая ведущая молодая актриса в телефильме или мини-сериале     | Фелисити: Приключения американской девушки         | Номинация |
| 2009 | Молодой актёр                       | Лучшая ведущая молодая актриса в телесериале (комедия или драма) | Тайная жизнь американского подростка               | Номинация |
| 2011 | Национальный совет кинокритиков США | Лучшая актриса                                                   | Потомки                                            | Победа    |
| 2012 | Каннский кинофестиваль              | Кубок Шопард                                                     | Потомки                                            | Победа    |
| 2013 | Кинофестиваль «Сандэнс»             | Специальный приз жюри за лучшее актёрское выступление (драма)    | Захватывающее время (совместно с Майлзом Теллером) | Победа    |
| 2014 | Молодой Голливуд                    | Лучшая актриса                                                   | н/д                                                | Номинация |
| 2014 | Молодой Голливуд                    | Лучшая экранная пара                                             | Дивергент (совместно с Тео Джеймсом)               | Номинация |
| 2014 | Молодой Голливуд                    | Лучшая экранная пара                                             | Виноваты звёзды (совместно с Энселом Эльгортом)    | Победа    |
| 2014 | Голливудский кинофестиваль          | Лучший актёрский прорыв                                          | Виноваты звёзды                                    | Победа    |
| 2017 | Золотая малина                      | Худшая женская роль                                              | Дивергент, глава 3: За стеной                      | Номинация |